# Neohaematopinus callosciuri
Neohaematopinus callosciuri ist eine Art der Tierläuse, die als Ektoparasit mehrerer Arten der ursprünglich in Südostasien verbreiteten Echten Schönhörnchen (Callosciurus) und weiterer Hörnchen bekannt ist. Sie ist an diese Wirte gebunden und hat mit ihnen als invasive Art möglicherweise neue Lebensräume erreicht, in Japan ist ihr Vorkommen nachgewiesen worden.

## Beschreibung

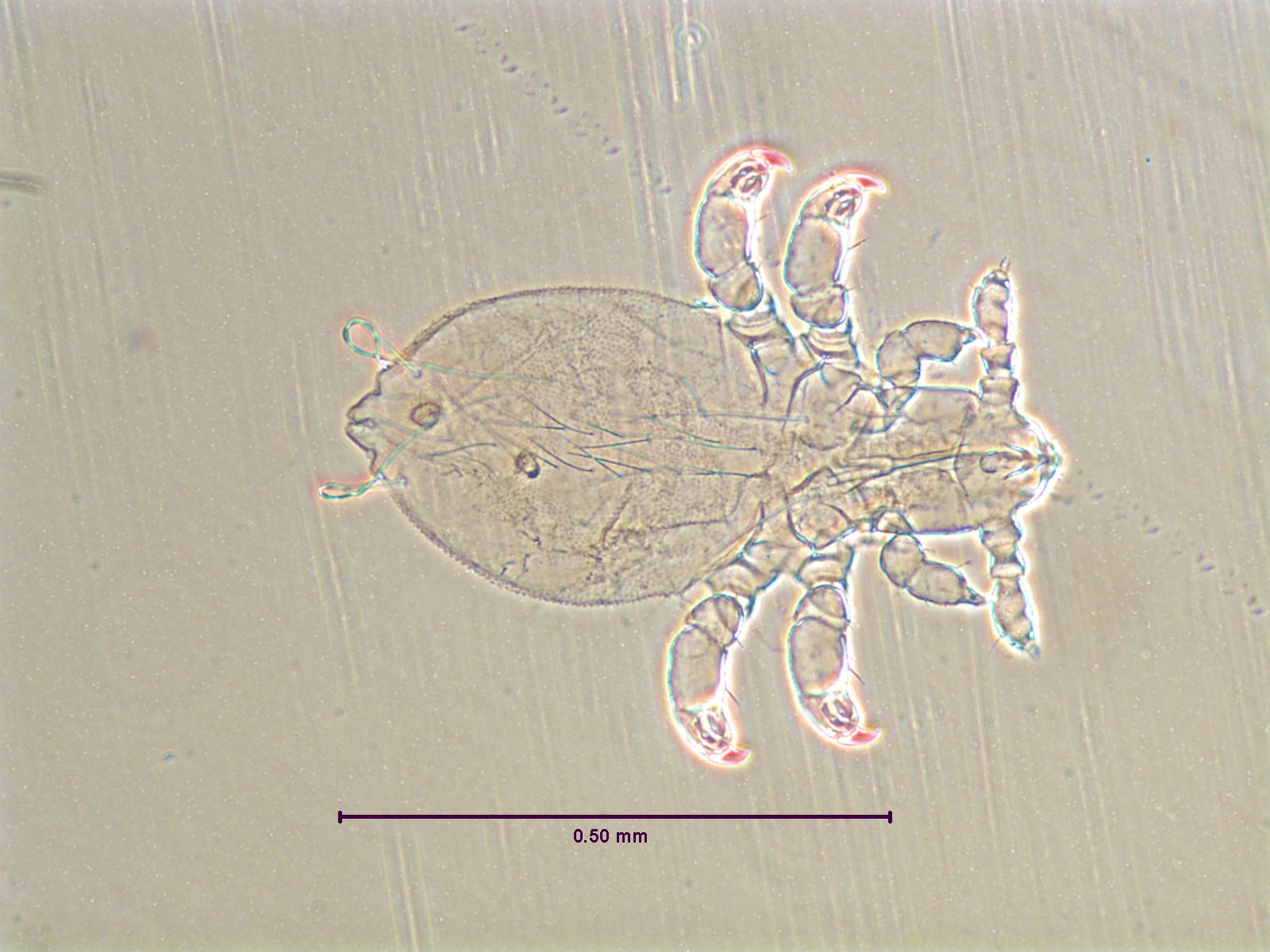
Erstes Nymphenstadium

Die Männchen haben eine Körperlänge von 1,5 bis 1,7 Millimeter, die Weibchen sind mit 2,1 bis 2,2 Millimeter Länge deutlich größer. Der Kopf, der Thorax und das Hinterleib sind gut sklerotisiert. Der Kopf ist etwas länger als breit und vorne deutlich abgerundet. Die Fühler sind fünfgliedrig mit einem Basalglied, das deutlich länger als das zweite Glied und etwas breiter als lang ist. Das Basalglied ist vorne verlängert und trägt dort bei beiden Geschlechtern ein Sensillum. Das dritte Antennenglied ist nur bei männlichen Tieren vorne verlängert, mit zwei kurzen, kräftigen Sensillen.
Der Thorax ist breiter als lang und etwa so lang wie der Kopf. Die Brustplatte hat vorne eine stark abgerundete Spitze, hinten läuft sie an den Rändern in zwei Fortsätze aus. Die Beine des ersten Beinpaares sind klein und haben kleine, zugespitzte Klauen. Die Beine des mittleren und hinteren Paares sind größer und haben jeweils eine spitze Klaue. Die Coxen sind fast dreieckig. Das Abdomen ist fast ebenso breit wie der Thorax mit einem Tergiten auf dem zweiten bis siebten Segment und zwei Sterniten am zweiten und jeweils einem am dritten bis sechsten Segment. Weitere art- und geschlechtsspezifische Merkmale sind die Anzahl, Position und Ausbildung verschiedener Borsten des Kopfes, des Brustbereichs und des Abdomens, die Ausgestaltung der Chitinplättchen am Abdomen und die Form und Besetzung mit Setae der Genitalien.
Neohaematopinus callosciuri ist in der Morphologie den Arten Neohaematopinus sciuri und Neohaematopinus sciurinus sehr ähnlich. Bei Neohaematopinus sciuri und Neohaematopinus sciurinus sind jedoch die basalen Glieder der Fühler anders geformt und ein Dorn an ihrer Unterseite stärker ausgeprägt.

### Nymphenstadien
Das erste Nymphenstadium hat eine Körperlänge von 0,60 bis 0,70 Millimeter. Der Kopf ist länger als breit und vorne abgerundet. Die Antennen sind fünfgliedrig, mit einem ausgeprägten Dornfortsatz am basalen Segment und jeweils einem Sensillum am vierten und fünften Segment. Der Thorax ist breiter als der Kopf, ein Sternum ist nicht vorhanden. Die Beine des vorderen Paares sind kleiner als die übrigen, mit zweigeteilten Klauen. Die beiden hinteren Beipaare sind gleich groß, mit vergrößerten Tibiotarsen und kräftigen Krallen.
Die Nymphen des zweiten Stadiums ähneln denen des ersten, sie sind mit 0,75 bis 0,90 Millimetern etwas größer. Darüber hinaus befindet sich auf dem zweiten bis sechsten Körpersegment jeweils eine sklerotisierte Platte mit einem Stigma und ein Paar Sensillen. Das dritte Nymphenstadium unterscheidet sich von dem vorangegangenen durch seine Größe von 1,10 bis 1,40 Millimeter und weitere Sensillen, die teilweise in Länge und Stärke ausdifferenziert sind.

## Verbreitung

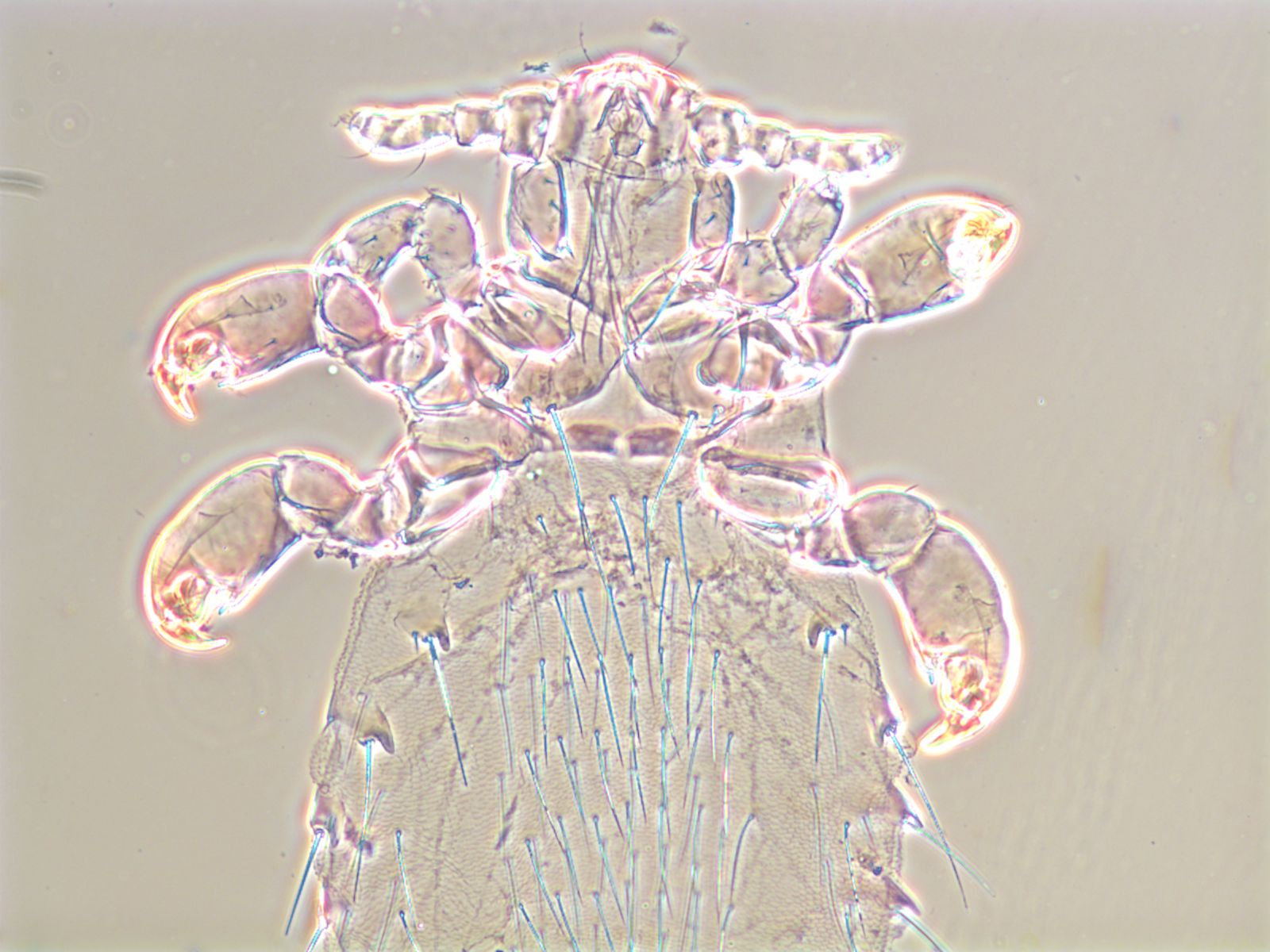
Drittes Nymphenstadium

Die Terra typica von Neohaematopinus callosciuri ist der Berg Phu Lom Lo im Phetchabun-Gebirge, im Landkreis Dan Sai der thailändischen Provinz Loei (17° 1′ N, 101° 4′ O). Das natürliche Verbreitungsgebiet umfasst weite Teile Südasiens, von Nordindien und Bangladesch über Südchina bis zur malaiischen Halbinsel und Indonesien.
In Japan wurde in den 1930er Jahren auf der Insel Honshu das Pallashörnchen eingeführt. Es hat sich dort über weite Teile der Insel verbreitet. Zwischen 2001 und 2003 wurde die Parasitenfauna der japanischen Pallashörnchen untersucht, dabei wurde bei 22 von 104 untersuchten Hörnchen ein Befall mit Neohaematopinus callosciuri festgestellt.
Die Wirte von Neohaematopinus calliosciuri sind in zahlreiche Regionen der Welt eingeführt worden, darunter Argentinien, Japan, China, Singapur, Frankreich, Belgien, die Niederlande und Italien. Nicht in allen Populationen potentieller Wirte ist Neohaematopinus callosciuri tatsächlich vertreten. So konnte die Tierlaus in einer erst 2007 bekannt gewordenen Population von Pallashörnchen in der italienischen Provinz Varese nicht nachgewiesen werden. Als ein möglicher Grund wird angeführt, dass die Wirte während ihrer früheren Haltung gegen Parasiten behandelt worden sein können. Eine solche Befreiung von einer vorhandenen Parasitenlast könnte Vertretern invasiver Arten wie dem Pallashörnchen bei der Eroberung neuer Lebensräume einen Vorteil gegenüber heimischen Arten verschaffen. Auch Untersuchungen der Parasitenfauna invasiver Hörnchen in Frankreich, Belgien und Argentinien erbrachten keine Funde von Neohaematopinus calliosciuri.

## Lebensweise

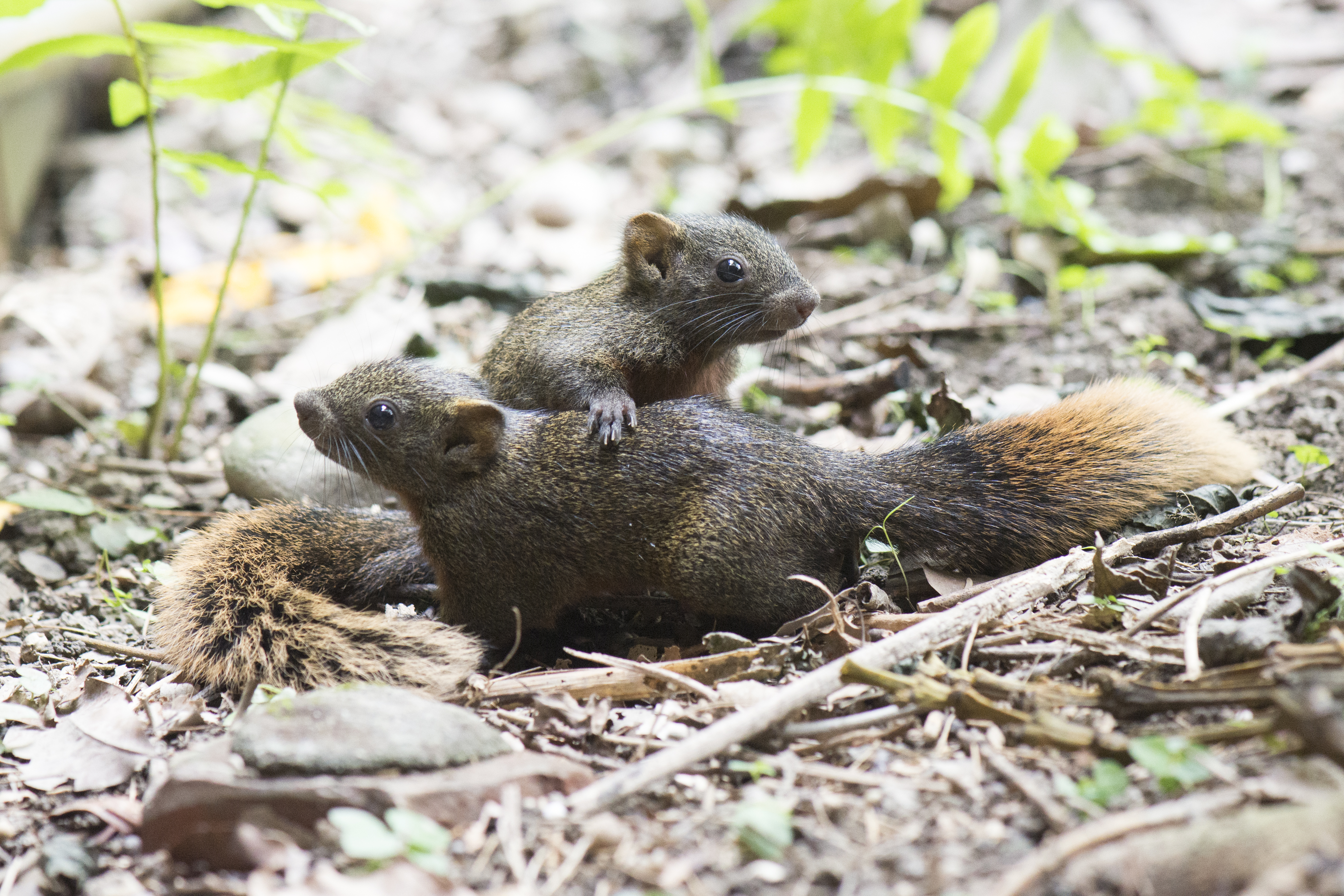
Pallashörnchen, ein Wirt von Neohaematopinus callosciuri

Neohaematopinus callosciuri lebt als blutsaugender Ektoparasit im Fell mehrerer Arten der Echten Schönhörnchen (Callosciurus). Nachgewiesen ist die Art als Parasit des Finlayson-Hörnchens (Callosciurus finlaysonii), des Graubauchhörnchens (Callosciurus caniceps), des Pallashörnchens (Callosciurus erythraeus), des Bananenhörnchens (Callosciurus notatus), des Dreistreifenhörnchens (Lariscus insignis) und des Sunda-Schlankhörnchens (Sundasciurus tenuis). Ein Nachweis vom Sunda-Plumplori (Nycticebus coucang) gilt als zweifelhaft.
Männliche Hörnchen weisen gegenüber weiblichen einen häufigeren und stärkeren Befall mit Neohaematopinus callosciuri auf. Die Gründe hierfür sind unklar.

## Systematik
Neohaematopinus callosciuri wurde der Gattung Neohaematopinus zugeordnet, von der mehr als dreißig Arten beschrieben worden sind. Die Gattung Neohaematopinus gehört mit den nahe verwandten Gattungen Johnsonpthirus und Linognathoides sowie zahlreichen weiteren Gattungen zur Familie Polyplacidae innerhalb der Echten Tierläuse (Anoplura).

### Erstbeschreibung
Die Erstbeschreibung erfolgte im Jahr 1959 durch die US-amerikanische Parasitologin Phyllis T. Johnson. Ihr lagen dazu zahlreiche Exemplare von verschiedenen Wirtsarten und Fundorten vor. Zuvor waren Tierläuse dieser Art als Neohaematopinus sciurinus identifiziert worden.

### Typexemplare
Der Holotypus ist ein männliches Tier und wurde mit dem Allotypus und zwei männlichen und vier weiblichen Paratypen im Februar 1955 am Typenfundort von einem Finlayson-Hörnchen (Callosciurus finlaysonii) aufgesammelt. Eine Serie von 179 Paratypen beiderlei Geschlechts wurde zwischen 1952 und 1955 in einer Reihe thailändischer Provinzen auf Finlayson-Hörnchen, Graubauchhörnchens und Pallashörnchen vorgefunden. Drei männliche und drei weibliche Paratypen stammen von Pallashörnchen auf Taiwan. Der Holotypus befindet sich in der Sammlung des National Museum of Natural History der Smithsonian Institution in Washington, D.C.

### Etymologie
Die Namensgebung ist, wie bei Parasiten nicht ungewöhnlich, auf den Wirt bezogen. Der Artname callosciuri ist vom wissenschaftlichen Namen der Echten Schönhörnchen, Callosciurus, abgeleitet, zu denen alle bekannten Wirte von Neohaematopinus callosciuri gehören.